# Kenneth Hermele
Kenneth Zwi Hermele, född 26 oktober 1948 i Stockholm, död 20 juli 2025 i Göteborg, var en svensk författare, ekonom och humanekolog.

## Biografi
Kenneth Hermele var son till judiska föräldrar som från Tyskland och Polen flydde till Sverige före andra världskriget. Han växte upp på Södermalm i Stockholm i det som i folkmun kallades för "judehuset" på Lindvallsplan 4, ett hus som byggdes med bidrag från judiska mecenater för att ge husrum åt judiska flyktingar som kom till Stockholm före andra världskriget. Han beskrev senare hur han växte upp i en shtetl, ett parallellsamhälle i samhället, och fram till tonåren levde i en helt judisk miljö. Han skildrade sin uppväxt i den skönlitterära boken En shtetl i Stockholm som släpptes i januari 2018 på Weyler förlag. Boken nominerades till Augustpriset i kategorin skönlitteratur.
Hermele var utbildad vid Handelshögskolan i Stockholm. Han var bland annat biståndsarbetare för SIDA, med tre år i Moçambique på 1980-talet. Hermele undervisade i ekonomisk utveckling, hållbarhet, rättvisa, utjämning, och ekologisk ekonomi vid Uppsala universitet, Lunds universitet, Linnéuniversitetet i Växjö och Göteborgs universitet. Han skrev en rad böcker om globalisering, hållbarhet och ekonomi.  
År 2012 disputerade Hermele i humanekologi vid Lunds universitet på avhandlingen "Land Matters. Agrofuel, Unequal Exchange and Appropriation of Ecological Space".
Våren 2020 debuterade han som pjäsförfattare med en pjäs om Hannah Arendt, Hannah Arendts tio prövningar, som publicerades tillsammans med en essä om den banala ondskan i volymen Den banala ondskan har Ni åter missförstått. Ett år senare kom Jag hatar sladder. Bokslut över Golda Meir, vilken likaså består av en dramatisk text och en essä. År 2022 fullbordades så trilogin med en monolog och en essä i  ”Fruktar inget, ångrar inget. Ethel Rosenberg, atombomben och kalla kriget”. Han gav därefter ut Inte som lamm till slakt. Judiskt motstånd under Förintelsen (2023), De hängivna: tre judiska nittonhundratal: Hannah Arendt, Golda Meir, Ethel Rosenberg: drama, essä (2023) samt Den vilda rättvisan: judisk hämnd efter Förintelsen (2025).  
Inför riksdagsvalet 2014 ställde Hermele upp som riksdagskandidat för Feministiskt initiativ.
Kenneth Hermele var bror till journalisten och författaren Bernt Hermele. Han var sambo med Ingrid Elam.